# La Roquette (quartier d'Arles)
Pour les articles homonymes, voir La Roquette.

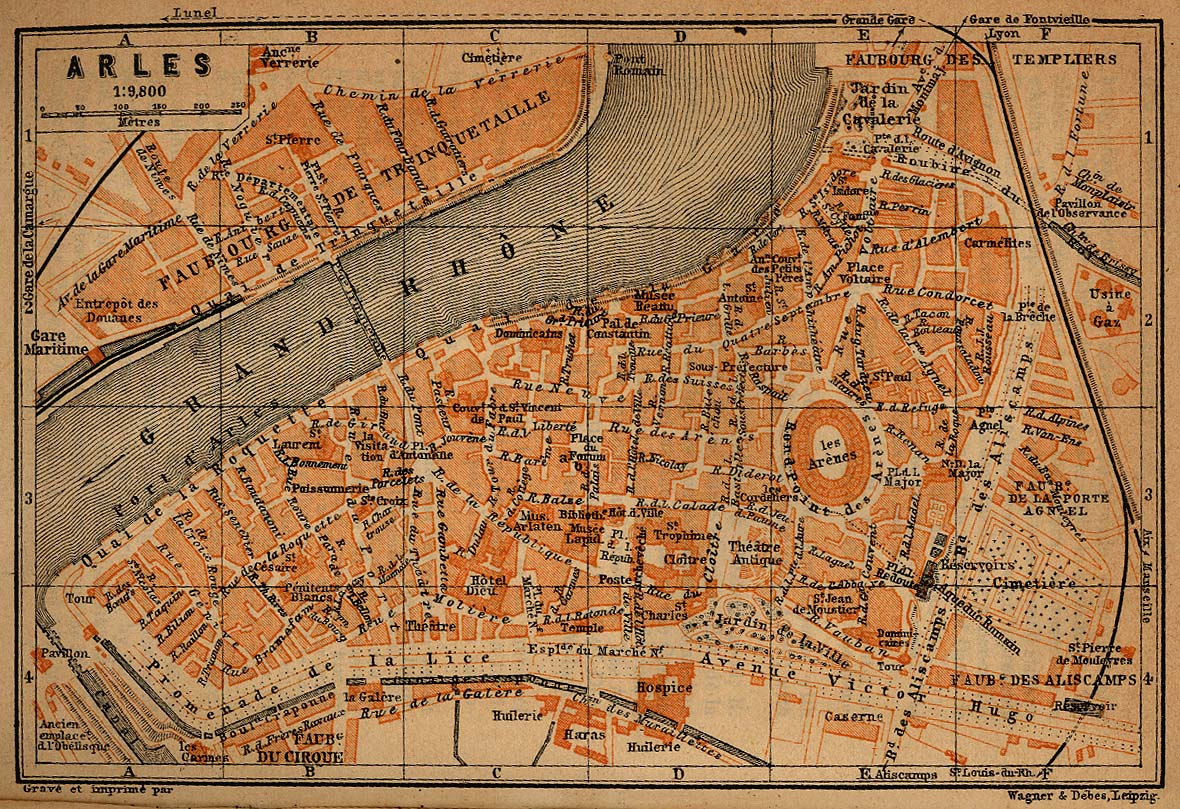
Carte d'Arles en 1914.

Carte du centre ville d'Arles en 2008, avec le quartier de La Roquette en bas à gauche le long du Rhône.

La Roquette, autrefois appelée Vieux-Bourg ou Bourg-Vieux, est un quartier dans le centre de la ville d'Arles.

## Description
Le quartier d'Arles de la Roquette, appelé autrefois, Bourg des Porcelet ou Vieux-Bourg correspond à la partie sud-ouest de la ville médiévale. Il se situe de nos jours entre le Rhône, le boulevard Clemenceau et la rue Gambetta.
Le nom de Bourg des Porcelet remonte au XIe siècle quand ce quartier était tenu en fief par ces seigneurs arlésiens. Le terme de Vieux-Bourg lui est attribué par opposition au quartier du nord d’Arles créé peu après et appelé le Bourg-Neuf. Le toponyme de la Roquette pourrait quant à lui faire écho soit aux ruines du cirque dont les substructions se retrouvent à l'extrême sud de ce quartier. 
C'est dans ce quartier que vécut Isabelet Roux au 37 ou 39 quai de la Roquette.  Il existe une divergence entre les écrits de sa sœur qui situent sa maison au 37 et les écrits des Carmélites d’Arles en 1926 qui situe le lieu au 39. Sur le cadastre napoléonien en vigueur lorsque vivait Isabelet, les deux immeubles figuraient à la section S 138 et le numéro 39 était attribué à Jean Roux, son père. La vox populi a toujours placé le domicile d’Isabelet au 37. Monsieur Radinovic, habitant du 37 a d’ailleurs produit une attestation en 2005 certifiant que les habitants ont toujours dit qu’elle habitait bien cet endroit. Elle est née ce quartier de pêcheurs.  
Après avoir été un quartier de pêcheurs et de métiers liés au fleuve puis  une zone d’accueil pour les nombreux arrivants, ce quartier de quelque 2.500 habitants, tout en conservant son identité avec ses maisons étroites et ses hôtels particuliers, présente aujourd'hui un caractère résidentiel particulièrement hétérogène et des allures de village. Il connaît également un renouveau spectaculaire avec ses restaurations et l’implantation de nombreuses boutiques et commerces.

## Historique

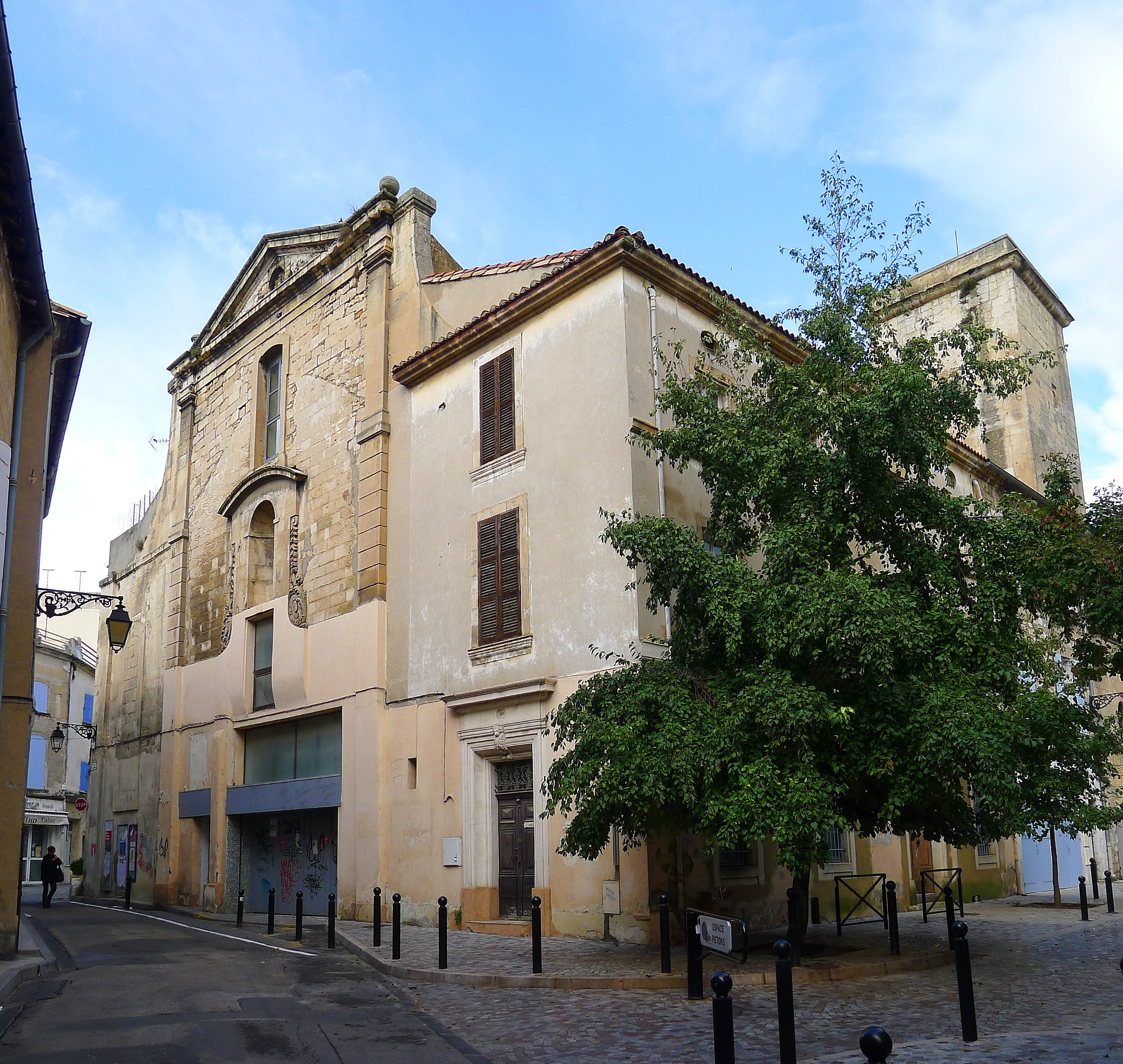
L'ancienne église Sainte-Croix.

Après un lotissement initial au VIe siècle  et le repli du Haut Moyen Âge, Arles connaît à partir de la fin du Xe siècle une période de renaissance qui entraîne un développement urbain hors des murailles. 

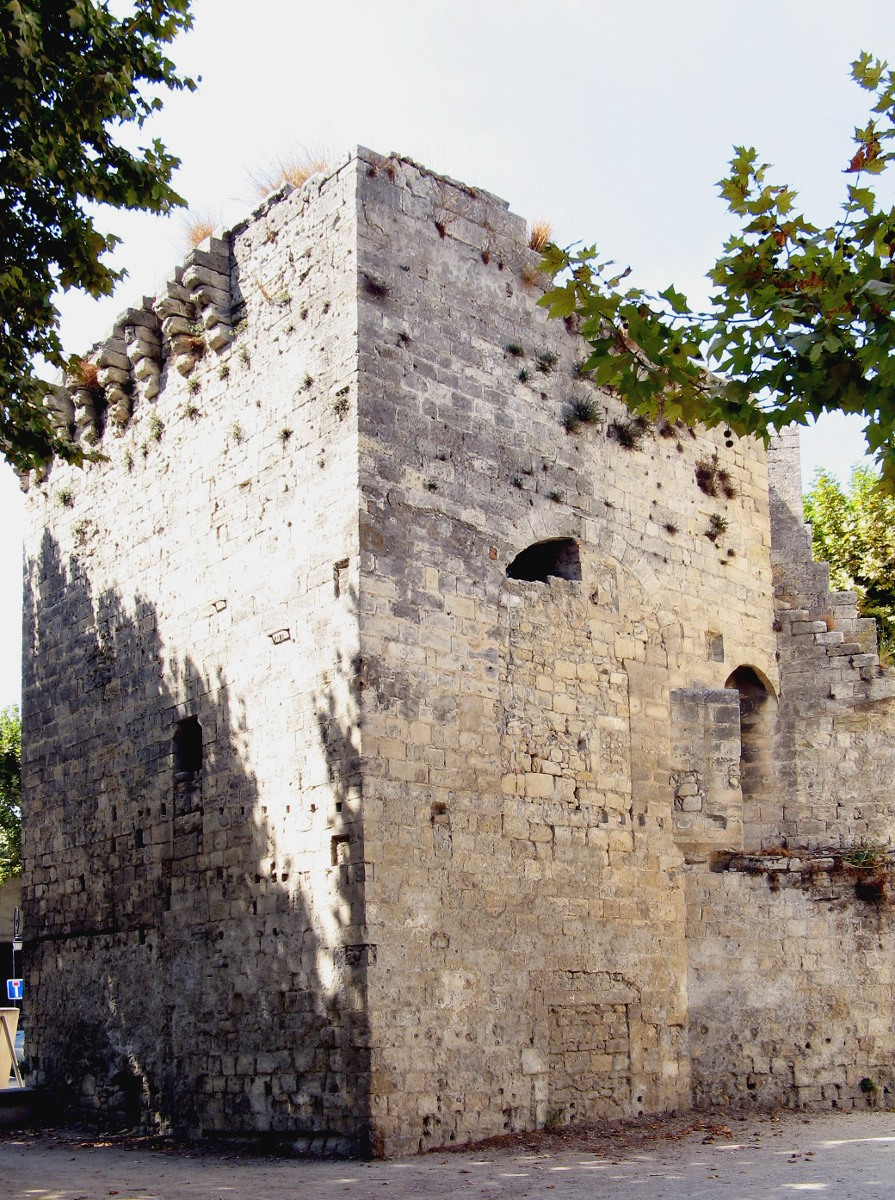
Arles - Tour de la Roquette appelée aussi Tour du Leonet ou Tour de l'Écorchoir

Dans la première moitié du XIIe siècle un véritable quartier est constitué au sud-ouest de la cité, le Vieux-Bourg. Ce quartier qui abrite essentiellement des pécheurs et des artisans liés aux métiers du fleuve se structure alors autour de deux églises paroissiales : Saint-Laurent et Sainte-Croix. Sa seigneurie appartient aux Porcelet dont la forteresse se dresse dans ce bourg. Bientôt ceint de remparts, le Bourg entre en conflit avec la Cité avant d’être intégré avec les autres quartiers de la ville dans une nouvelle enceinte médiévale au début XIIIe siècle.  
Au Bas Moyen Âge, les Routiers, le siège d'Arles par Du Guesclin, les troubles de la guerre de succession des comtes de Provence et les remontées des corsaires catalans par le Rhône contraignent à renforcer la défense du quartier et de la ville. La tour de la Roquette en est aujourd'hui encore le témoignage : construite en 1372 et appelée tour du Leonet, d'après le nom du propriétaire de son emplacement (Esteve Leonet), elle sera ensuite dénommée tour de la Tuerie ou de l’Écorchoir en raison de son usage comme abattoir. 

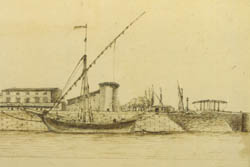
Allège d'Arles stationnant quais de la Roquette. A droite : vue du pont de Langlois et de l'entrée de l'écluse du canal d'Arles à Bouc vers milieu XIXe siècle.

À la Révolution, le quartier devient le siège du parti révolutionnaire des Monnaidiers et soutient en 1790 l’élection du premier maire élu de la ville, l’aristocrate jacobin Pierre-Antoine Antonelle. Le quartier s’oppose aux autres quartiers, notamment à celui de l’Hauture, ou vivent les royalistes dits les Chiffonistes. Cette rivalité, devient une constante de la vie communale jusqu’à la guerre de 1914.
Vers 1850, à l’arrivée du chemin de fer qui concurrence les activités fluviales, le quartier s’éteint peu à peu, se transformant progressivement en zone d’accueil pour les nombreux arrivants des diverses vagues d’immigration. Depuis quelques décennies, notamment depuis la création du nouveau pont qui a rejeté le trafic hors de la ville, le quartier en plein renouveau retrouve sa place au sein du tissu urbain et de la vie arlésienne.